# 森脇・山田のパニックしようぜ!東京ハラギャーテーズ
『森脇・山田のパニックしようぜ!東京ハラギャーテーズ』（もりわき やまだの パニックしようぜ とうきょうハラギャーテーズ）は、かつてニッポン放送の毎週土曜日の23:00 - 25:00（JST）の時間帯で放送されていたラジオ番組。
放送期間は1990年10月13日から1991年3月30日までの約6か月間。

## 概要
この直前まで『ざまぁKANKAN!』（よみうりテレビ）の司会を務め、関西圏で絶大な人気を得た森脇健児と山田雅人の二人をパーソナリティに迎えた番組で、実質上二人にとって初めて東京へ来てのレギュラー番組となった（この前には『腹よじれAGOHAZUSHI連盟』のレギュラー出演があったが、この時はラジオ大阪から中継での出演だった）。リスナーからの電話を受け付けるコーナーとしては前番組『青春コール東京ハラギャーテーズ』には『いきなりナイトコールクラブ』があったが、この番組にも『パニックテレホン』というコーナーがあった。ただ、前番組とはやや違い、二人のパーソナリティを前面に押し出した形の番組となった。
コーナーのうち、『シャワータイム』『連想でポン』のコーナーでは、前番組を大きく上回る数のゲスト（録音出演含む）が出演、番組を盛り上げていた。また24:30頃からの『ロッテ ハートでBANBAN』（東海ラジオ、ラジオ大阪と同時ネット）は前番組から継続された。
しかし本番組は約6か月で終了した。なお後番組『東京サウンドバズーカ音姫絵巻』では音楽バラエティ番組となり、『燃えよせんみつ足かけ二日大進撃』以来この番組まで続いて来た従来のバラエティ路線は一旦方向転換することとなった。

## 主なコーナー
- パニックテレホン
- シャワータイム
  - 森脇のアイデアによるコーナー。森脇とゲストが一緒に裸でシャワーを浴びているという想定で、時々エッチなトークも飛び出していた[2]。
- 私だけの青春ストーリー
- 連想でポン
- 松竹ギャグ百連発
- 健児のギャンブルパーティー
- 青春ギャンブラー
  - 山田のアイデアによるコーナー。「その週に発売されたCDのうち、どれが売り上げトップになるか」などあらゆることをテーマに、その対象となるものを競走馬に見立てて、リスナーはどれが一番になるかを予想。山田が競馬中継風に架空の実況中継を行った[2]。

## ゲスト
| - 坂崎幸之助 （90年10月13日） - 葉山レイコ （90年10月13日、90年11月3日、91年2月2日） - 炎達 （90年10月20日） - 岡本夏生 （90年10月27日、91年1月12日） - 高橋由美子 （90年10月27日、91年1月12日） - 桜井幸子 （90年10月27日、91年3月16日） - 宍戸留美（90年11月3日） - 河田純子 （90年11月3日、91年2月16日） - 藤田朋子 （90年11月10日） - 真璃子 （90年11月10日） - 早坂好恵 （90年11月10日） - ラッキィ池田 （90年11月17日） - 田中陽子 （90年11月17日） - 仁藤優子 （90年11月17日） - 松任谷由実 （90年11月24日） - 立花理佐 （90年11月24日） - パンプキン （90年11月24日） - 芳本美代子 （90年12月1日） - 国実百合 （90年12月1日） - 平松愛理 （90年12月1日） - 川越美和 （90年12月8日、91年3月9日） - 島崎和歌子 （90年12月8日、91年2月23日） - 酒井法子 （90年12月15日、91年2月23日） - 織田裕二 （90年12月15日） - 松本伊代 （90年12月22日） - 星野由妃 （90年12月29日） - 増田未亜 （90年12月29日） - 山中すみか （90年12月29日） | - 杉本理恵 （91年1月5日） - 佐月亜衣 （91年1月5日） - 美川憲一 （91年1月19日） - 川村かおり （91年1月19日） - ルー大柴 （91年1月26日） - 西野妙子 （91年1月26日） - BABY'S （91年1月26日） - BAKU （91年2月2日） - 田中美奈子 （91年2月9日） - 相川恵里 （91年2月9日） - 千堂あきほ （91年2月16日） - ribbon （91年2月16日） - 忍者 （91年2月16日） - かまやつひろし （91年2月16日） - 西田ひかる （91年2月23日） - 三浦理恵子 （91年2月23日） - 中嶋美智代 （91年2月23日） - 山瀬まみ （91年2月23日） - 森若香織 （91年2月23日） - 仲村知夏 （91年3月2日） - 杏子 （91年3月2日） - 細川直美 （91年3月9日） - 深津絵里 （91年3月16日） - 中上雅巳 （91年3月16日） - Mi-Ke （91年3月23日） - LINDBERG （91年3月23日） |